# Fiorentino
Fiorentino es un castello (municipio) de San Marino, cuya extensión es de 6,57 km² y su población es de 2539 habitantes a mayo de 2013.

## Historia
Florentino aparece por primera vez en 1069, entre los numerosos bienes donados por Pietro di Bennone desde Rímini a San Pier Damiani, y para él al recién fundado monasterio de San Gregorio en Conca. Entre los siglos XIII y XV los Condes de Carpegna fueron los señores que lo mantuvieron en enfitéutica desde ese monasterio. Para la familia Carpegna el castillo de Fiorentino era tan importante que una rama de la familia tomó su nombre. El dominio permaneció en este linaje hasta 1440, luego pasó a la familia Malatesta de Rimini, que lo conservó durante un corto tiempo. Ya en 1463 fue conquistada por Federico da Montefeltro y el pueblo de San Marino, a quienes Pío II reconoció la posesión junto con las cortes y castillos de Serravalle, Montegiardino y Faetano con una bula del 27 de junio de ese año. 
Las estructuras propiamente militares fueron desmanteladas y San Marino reorganizó Fiorentino, que fue clasificado como una villa.  El 16 de abril de 1913 el aviador triestino Gianni Widmer realizó el primer vuelo sobre el cielo de San Marino. Con sus 50 caballos de fuerza el Blériot XI alcanzó una altitud de 1600 metros antes de aterrizar en la meseta de Monte Carlo (508 m.), después de once minutos de vuelo. En memoria de la hazaña de Widmer, este fue premiado con la medalla de oro de primera clase al mérito civil por San Marino y se erigió una piedra conmemorativa en la meseta donde tuvo lugar el aterrizaje. El monumento fue creado por el escultor Carlo Reffi, mientras que el epígrafe es de Pietro Franciosi; fue, por orden de tiempo, el segundo monumento levantado en el mundo a un aviador (el primero fue realizado también en 1913 en París, en honor a Alberto Santos Dumont).
Hoy el territorio está fuertemente urbanizado, con bancos, supermercados, tiendas, la casa del Castello y el centro social. Durante el siglo XX, para la economía del municipio fue particularmente importante la fábrica de cemento, en desuso desde 1985.

## Geografía
Se encuentra en la parte meridional de San Marino, posee una superficie estimada en 657 hectáreas, limita con los municipios sanmarinenses de Chiesanuova, San Marino, Borgo Maggiore, Faetano y Montegiardino y con los municipios italianos de Monte Grimano y Sassofeltrio. Esta administrativamente dividida en 3 parroquias Capanne, Crociale y Pianacci.

## Deporte
- SP La Fiorita juega en el Campeonato Sanmarinense de Fútbol y la Copa Titano.
- Tre Fiori FC participa en la primera división y la copa, también hace parte de la FSGC.